# Thomas J. Manton
Thomas J. Manton (New York, 3 novembre 1932 – New York, 22 luglio 2006) è stato un politico statunitense, membro della Camera dei Rappresentanti per lo stato di New York dal 1985 al 1999.

## Biografia
Nato a New York, Manton studiò alla St. John's University e successivamente prestò servizio negli United States Marine Corps  durante la guerra di Corea. In seguito lavorò come poliziotto nel New York City Police Department, come impiegato nel settore marketing della IBM e come avvocato in uno studio privato.
Entrato in politica con il Partito Democratico, nel 1970 fu eletto all'interno del consiglio comunale di New York, dove rimase per quattordici anni. Nel 1978 si candidò alla Camera dei Rappresentanti ma perse le primarie contro Geraldine Ferraro.
Quando, nel 1984, la Ferraro lasciò il seggio per candidarsi alla carica di Vicepresidente degli Stati Uniti d'America come compagna di ticket di Walter Mondale, Manton si candidò nuovamente alla Camera e questa volta riuscì ad essere eletto deputato. Negli anni successivi Manton fu riconfermato per altri sei mandati, finché nel 1998 annunciò il suo ritiro e lasciò il Congresso dopo quattordici anni di permanenza.
Thomas J. Manton morì nel 2006 all'età di settantatré anni per un carcinoma della prostata. Alla sua memoria fu intitolata una strada nel quartiere Queens di New York.